# János Székely
Dans le nom hongrois Székely János, le nom de famille précède le prénom, mais cet article utilise l’ordre habituel en français János Székely, où le prénom précède le nom.
János Székely, né le 7 juillet 1901 à Budapest, Autriche-Hongrie et mort le 16 décembre 1958  à Berlin-Est, République démocratique allemande, est un écrivain et un scénariste hongrois. Il publia quelques-uns de ses livres ou signa certains scénarios sous les pseudonymes de John Pen, Hans Székely ou John S. Toldy.

## Biographie
À l'âge de 18 ans, János Székely part pour l'Allemagne où, à Berlin, il écrit de nombreux scénarios pour des acteurs du cinéma muet tels que Brigitte Helm, Willy Fritsch, Marlene Dietrich ou Emil Jannings. En 1934, il est invité par Ernst Lubitsch à venir travailler à Hollywood où il devient un scénariste recherché : il reçoit un Oscar de la meilleure histoire originale pour Arise, My Love de Mitchell Leisen. À cause du maccarthysme, il doit quitter les États-Unis.
En 1957, il s'établit en République démocratique allemande pour travailler avec la Deutsche Film AG et, très malade, meurt avant d'avoir pu obtenir un visa pour la Hongrie.
Sa fille, Kati Székely (de), est une actrice allemande.

## Filmographie partielle
- 1928 : Ungarische Rhapsodie de Hanns Schwarz
- 1929 : Le Mensonge de Nina Petrovna (Die wunderbare Lüge der Nina Petrowna) de Hanns Schwarz
- 1929 : Maman Colibri de Julien Duvivier
- 1929 : Asphalte (Asphalt) de Joe May
- 1930 : La Ville des mille joies (Die singende Stadt) de Carmine Gallone
- 1931 : City of Songs de Carmine Gallone
- 1931 : Gloria de Hans Behrendt et Yvan Noé
- 1932 : À moi le jour, à toi la nuit (Ich bei Tag und du bei Nacht) de Ludwig Berger et Claude Heymann (co-scénariste)
- 1933 : Die Schönen Tage von Aranjuez de Johannes Meyer
- 1933 : Adieu les beaux jours d'André Beucler et Johannes Meyer
- 1933 : Early to Bed de Ludwig Berger
- 1937 : Le Mensonge de Nina Petrovna de Victor Tourjanski
- 1940 : Arise, My Love de Mitchell Leisen
- 1941 : Ici Londres (Paris Calling) de Edwin L. Marin
- 1958 : Geschwader Fledermaus de Erich Engel

## Adaptations de ses œuvres par des tiers
- 1929 : Manolescu - Der König der Hochstapler de Victor Tourjanski
- 1936 : Désir de Frank Borzage
- 1938 : Coup de théâtre (Dramatic School) de Robert B. Sinclair

## Œuvres littéraires
- You Can't Do That to Swoboda  (1940) Publié en français sous le titre Les Infortunes de Svoboda, traduit par Cécile Dutheil de La Rochère, Monaco, Éditions du Rocher, coll. « Littérature », 2002  (ISBN 2-268-04157-3) ; réédition, Paris [2], 10/18[3], coll. « Domaine étranger » no 3686, 2004  (ISBN 2-264-03707-5)
- Kísértés (1949) Publié en français sous le pseudonyme John Pen et sous le titre L'Enfant du Danube, traduit par Sylvie Viollis, Paris, Gallimard, 1950 (BNF 32515987), réédition sous le patronyme János Székely, Paris, Éditions des Syrtes, 2000  (ISBN 2-84545-020-6) ; réédition revue et corrigée, Paris, Éditions des Syrtes, 2001  (ISBN 2-84545-034-6) ; réédition, Paris, 10/18, coll. « Domaine étranger » no 3978, 2006  (ISBN 2-264-04198-6) ; réédition, Paris, Gallimard, coll. « Folio », 2019  (ISBN 978-2-07-282538-5)

## Source de la traduction
- (en) Cet article est partiellement ou en totalité issu de l’article de Wikipédia en anglais intitulé « János Székely (writer) » (voir la liste des auteurs).